# جويليوم بينون
جويليوم بينون (16 مايو 1975 في فرنسا - ) (بالفرنسية: Guillaume Benon)‏ هو لاعب كرة قدم فرنسي في مركز الدفاع. لعب مع نادي ديجون ونادي سيت ونادي واسكال ونادي دونكيرك.

## وصلات خارجية
- جويليوم بينون على موقع قاعدة بيانات كرة القدم.إي يو (الإنجليزية)